# 立川志の大
立川 志の大（たてかわ しのだい、1987年12月3日 - ）は、落語立川流に所属する落語家。立川志の輔門下の二ツ目。本名：中尾 浩介。

## 経歴
立命館大学国際関係学部卒業。
2016年3月、立川志の輔に入門。8番弟子となる。
2023年4月、二ツ目昇進。

## 芸歴
- 2016年3月 - 立川志の輔に入門、「志の大」を名乗る。
- 2023年4月 - 二ツ目昇進。

## 人物
入門から二ツ目昇進の時点まで志の輔門下唯一の前座で師匠付きの時期が長く、立川流の寄席での前座経験がほぼ皆無の状態で二つ目に昇進した。